# 北九州自動車大学校
北九州自動車大学校（きたきゅうしゅうじどうしゃだいがっこう）は、福岡県北九州市小倉南区にある私立専修学校。学校法人ぜんりょう学園が運営する。国土交通大臣指定自動車整備士養成校。

## 沿革
- 1957年 - 九州電気学校を創立
- 1976年 - 北九州自動車整備専門学校と改称
- 2008年 - 専門学校北九州自動車大学校に校名を変更

## 設置学科
- 二級自動車整備科 自動車整備士コース
- 一級自動車整備科
- 二級自動車整備科 二輪自動車整備士コース

## 所在地
- 福岡県北九州市小倉南区蜷田若園1-2-24